# 永遠の炎の滝
永遠の炎の滝（えいえんのほのおのたき、Eternal Flame Falls）は、ニューヨーク州のチェスナット・リッジ・パークの一区画であるシェール・クリーク保護区に存在する小さな滝である。滝のたもとには、天然ガスが放出されている小さなほら穴があり、小さな炎を形成し点灯している。この炎はほぼ1年中見ることができるが、消えてしまうこともあるため、人の手で再点火を要する場合もある。
永遠の炎の滝は、 環境保護活動家のブルース・カーシュナーの本「Secret Places」と「What's Weird on Earth」に掲載されている。

## 最近の開発
以前はこの地域の「名も無い」観光スポットと考えられていたが、メディアの注目とアクセス経路の改善によって、訪問者の数が増加した。滝の人気の高まりは、ごみの増加、破壊行為、汚染、観光客による周辺の地形への影響など、いくつかの負の影響をもたらしたが、一方で2012年に近くの森林地帯を開拓してディスクゴルフコースを設置する計画に対する抗議活動の成功に寄与した。

## 天然ガスの組成と供給源
インディアナ大学ブルーミントン校およびイタリア国立地球物理学火山学研究所の地質学者は、天然の炭化水素浸透から放出される天然ガスが大気中の温室効果ガスにどのように寄与するかをより深く理解するため、2013年に永遠の炎の滝を研究した。彼らは、永遠の炎の滝のマクロ的なガス漏出は、他の既知の天然ガス浸透よりも高い濃度のエタンとプロパン (約35％) を含有していることを発見した。 彼らは、滝のガス漏出が1日あたり約1kg (2.2ポンド) のメタンを放出していると推定した。
この研究者らはまた、滝のエリアに多数の他の微細な漏出の存在を指摘した。彼らは、これらの漏出口から放出されたガスをこの地域のガス井から出るガスと比較することにより、ガスが地表面から約400メートル (1,300フィート)  の深さのラインストリート頁岩層に由来すると判断した。地殻変動により頁岩に断層が開き、ガスが地表に到達する可能性があるとされる。
2013年の研究に関与したある地質学者によると、漏出の見かけの根源岩は、シェールガスが生成されるこれまで知られていなかった地質学的メカニズムの証拠を提供する可能性がある。通常、頁岩がその炭素構造が破壊されてより小さな天然ガス分子を形成するためには、頁岩は高温 (約100°C [212°F] ) でなければならない。ただし、永遠の炎の滝がガスを引き出す頁岩は、典型的なガス含有頁岩よりも新しく浅いことに加えて、はるかに低温である。これは、まだ実証されていない別のプロセスが頁岩中の天然ガスの生成に寄与していることを示している可能性がある。可能性の1つとして考えられるのは、より低温の条件で頁岩を分解できる触媒が存在することである。